# Кузнецов Борис Дмитрович
Борис Дмитрович Кузнецов (рос. Борис Дмитриевич Кузнецов, 14 липня 1928, Москва — 3 грудня 1999, Москва) — радянський футболіст, що грав на позиції захисника, зокрема за московське «Динамо», а також національну збірну СРСР, у складі якої — олімпійський чемпіон 1956 року. Заслужений майстер спорту СРСР (1957).

## Клубна кар'єра
У дорослому футболі дебютував 1947 року виступами за команду Московського Військового Округу, в якій провів два сезони. 1950 року перебував у складі московського ЦСКА, де, утім, грав лише за команду дублерів, після чого повернувся до команди МВО, яка на той час вже представляла місто Калінін.
1953 року перейшов до московського «Динамо», за який відіграв дев'ять сезонів. Більшість часу, проведеного у складі московського «Динамо», був основним гравцем захисту команди. За цей час виборов Кубка СРСР і здобув чотири титули чемпіона СРСР. 1955 року уперше був обраний до списку «33 найкращих футболістів сезону в СРСР» (під третім номером), наступного року вже був включений до другої одинадцятки найкращих радянських футболістів, а згодом протягом 1957—1959 років тричі поспіль визнавався найкращим гравцем країни на своїй позиції.
Завершив професійну кар'єру футболіста виступами за команду «Динамо» Москва у 1961 році.

## Виступи за збірну
1954 року дебютував в офіційних матчах у складі національної збірної СРСР. 
1956 року був включений до заявки радянської команди для участі в Олімпійських іграх 1956 року в австралійському Мельбурні, де радянські футболісти стали олімпійськими чемпіонами.
За два роки, у 1958, був учасником тогорічного чемпіонату світу у Швеції, який для збірної СРСР став дебютною світовою першістю, а для 30-річного Кузнецова — першим і останнім по-справжньому великим турніром у кар'єрі. На чемпіонаті радянська збірна дійшла до стадії чвертьфіналів, де поступилася господарям турніру, збірній Швеції, з рахунком 0:2, а Кузнецов відіграв в усіх п'яти іграх команди на мундіалі.
Загалом протягом кар'єри у національній команді, яка тривала 6 років, провів у її формі 26 матчів.
Помер 3 грудня 1999 року на 72-му році життя у Москві.

## Титули і досягнення

### Командні
- Чемпіон СРСР (4):

«Динамо» (Москва): 1954, 1955, 1957, 1959
- Володар Кубка СРСР (1):

«Динамо» (Москва): 1953
- Олімпійський чемпіон: 1956

### Особисті
- У списку «33 найкращих футболістів сезону в СРСР» (5):
  - під №1 (1957, 1958, 1959)
  - під №2 (1956)
  - під №3 (1955)